# Renault Sherpa Medium
Renault Sherpa Medium – francuski wojskowy samochód ciężarowy produkowany przez przedsiębiorstwo Renault. Pojazd dostępny jest w wersjach z napędem 4×4 lub 6×6, o ładowności od 7 t (Sherpa 5) do 12 t (Sherpa 10).
W wersji transportowej Sherpa Medium może przewozić 18 lub 24 żołnierzy. Pojazd przystosowany jest do transportu drogą powietrzną, na pokładzie samolotu Lockheed C-130 Hercules lub Airbus A400M.
Na bazie samochodu Sherpa Medium opracowany został pojazd MRAP Higuard, a także 155-mm haubica samobieżna CAESAR (Camion équipé d'un système d'artillerie).
We francuskich siłach zbrojnych wykorzystywanych jest około 100 pojazdów tego typu w różnych odmianach (cysterna, wóz amunicyjny, haubica samobieżna CAESAR).